# Leah Grießer

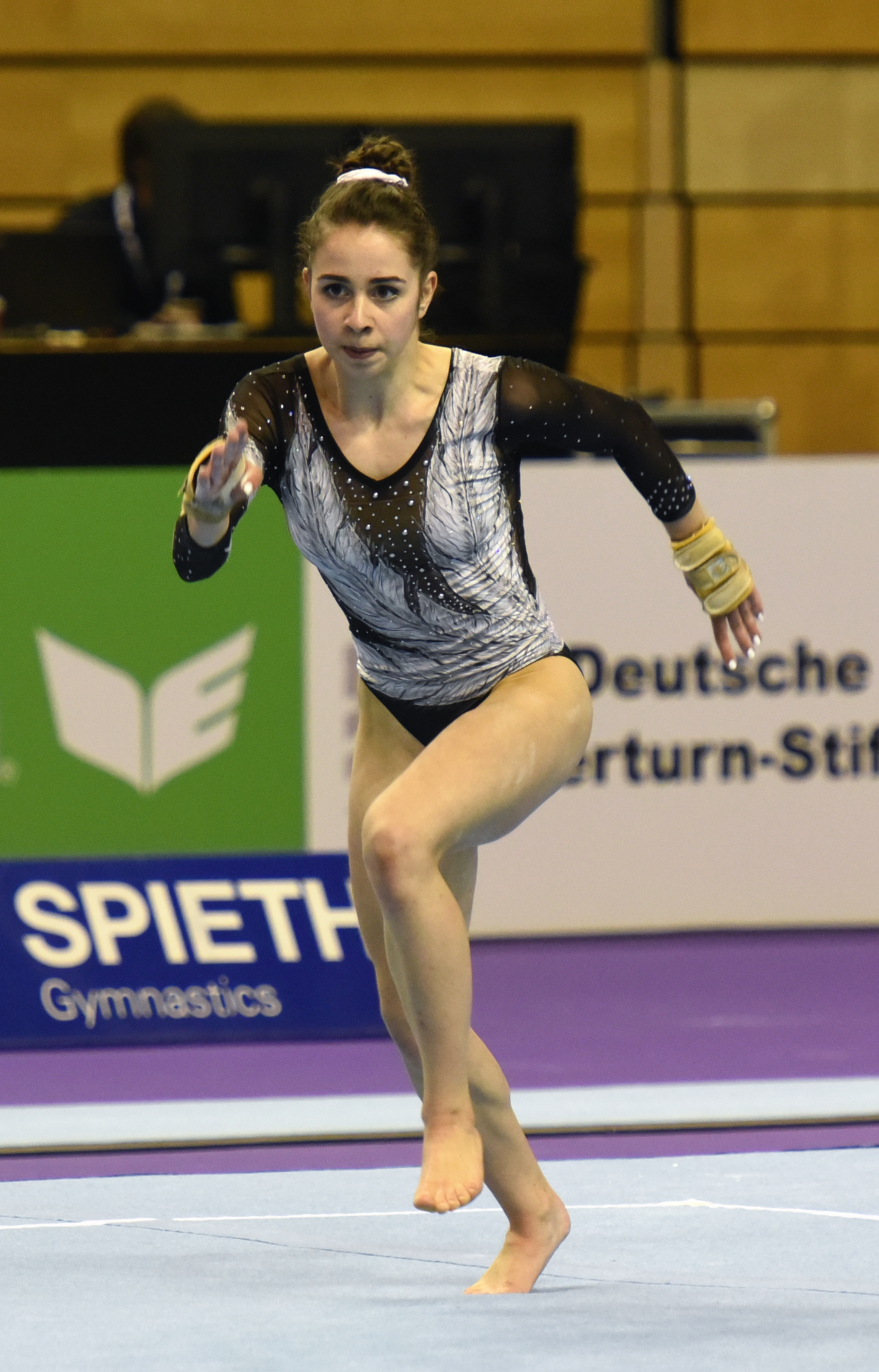
Leah Grießer, 2017

Leah Grießer (* 11. September 1998 in Gengenbach) ist eine ehemalige deutsche Kunstturnerin.

## Leben
Leah Grießer besuchte das Otto-Hahn-Gymnasium in Karlsruhe. Sie lebt in Karlsruhe und studiert seit 2018 Medizin in Mannheim.
Grießer begann mit 6 Jahren mit dem Kinderturnen beim TG Neureut in Karlsruhe. 2012 nahm sie an der Junioren-EM teil und erreichte mit ihrer Mannschaft den 5. Platz. 2015 erreichte sie den 2. Platz der European Gamen in der Mannschaft sowie den 1. Platz bei der Deutschen Meisterschaft in der Disziplin Boden.
Im Jahr 2017 nahm sie an der Sommer-Universiade in Taipeh teil und erzielte mit ihrem Team den 4. Platz. Außerdem erturnte sie sich bei den Deutschen Meisterschaften die Bronzemedaille am Stufenbarren. 2018 und 2019 nahm sie an den Deutschen Meisterschaften teil und erreichte in beiden Jahren den 7. Platz. 2018 erreichte sie dort in ihrer favorisierten Disziplin, dem Bodenturnen, den ersten Platz. Im Jahr 2021 beendete sie ihre Karriere, um ihren Fokus vollständig auf ihr Studium zu legen.